# 沈家花园
沈家花园，上海奉贤区南桥镇解放中路502号，曾是沈梦莲的花园住宅。2014年4月4日，公布为第八批上海市文物保护单位。

## 沿革
沈家花园原主人沈梦莲曾任江苏省水上警察厅厅长，在任期间他在南桥镇置地营建花园住宅，是当时南桥镇最豪华的住宅。花园占地2424亩、建筑面积1473平方米。主建筑位于花园的北侧，整体建筑呈长方形坐北朝南，中间三间为正厅，二层和三层收进为阳台。1937年11月5日，日军飞机轰炸南桥镇，沈家花园部分建筑物被毁。
1943年，袁浦盐场公署恢复，下辖钱家桥、柘林、金山卫三个场务所，署址位于沈家花园。1956年，奉贤县治设在南桥镇，沈家花园用于中共奉贤县委和奉贤县人民委员会的机关所在地，2002年，奉贤区议会中心建成后，区委区政府迁往新址；而上海市奉贤区机关服务中心等行政单位仍使用该地。2004年公布为奉贤区文物保护单位。2014年4月4日，公布为上海市文物保护单位。